# Кармањола
Кармањола (итал. Carmagnola) је насеље у Италији у округу Торино, региону Пијемонт.
Према процени из 2011. у насељу је живело 23012 становника. Насеље се налази на надморској висини од 239 м.

## Становништво
| 1936.  | 1951.  | 1961.  | 1971.  | 1981.  | 1991.  | 2001.  | 2011.  |
| ------ | ------ | ------ | ------ | ------ | ------ | ------ | ------ |
| 12.737 | 13.459 | 14.477 | 21.109 | 24.187 | 24.725 | 24.911 | 28.563 |